# Willi Gornick
Willi Gornick (* 1916 in Lohberg; † 20./21. Jahrhundert) war ein deutscher Fußballspieler.

## Karriere
Gornick gehörte Werder Bremen an, für den Verein er als Stürmer die Saison 1941/42 in der Gauliga Niedersachsen, in einer von zunächst 16, später auf 23 aufgestockten Gauligen zur Zeit des Nationalsozialismus als einheitlich höchste Spielklasse im Deutschen Reich, Punktspiele bestritt. Am Ende seiner Premierensaison ging er mit der Mannschaft als Sieger aus der Gruppe Nord hervor, ebenso aus der Finalrunde um die Gaumeisterschaft. Aufgrund des Erfolges nahm er mit seiner Mannschaft auch an der Endrunde um die Deutsche Meisterschaft teil und kam in vier Spielen, in denen er drei Tore erzielte, zum Einsatz. Sein Debüt gab er am 10. Mai 1942 im Qualifikationsspiel bei Hamborn 07, das trotz Verlängerung mit 1:1 unentschieden keinen Sieger hervorbrachte. Sein erstes Tor erzielte er im Weserstadion beim 5:1-Sieg im Wiederholungsspiel eine Woche später mit dem Treffer zum 5:0 in der 60. Minute. Seine anderen beiden Tore erzielte er jeweils im Achtel- und Viertelfinalspiel beim 4:1-Sieg über den Eimsbütteler SV und der 3:4-Niederlage gegen Kickers Offenbach, dass das Ausscheiden aus dem Wettbewerb bedeutete. Ferner kam er für Werder Bremen 1941 in zwei und 1942 in fünf Spielen im Wettbewerb um den Tschammerpokal zum Einsatz in dem ihm insgesamt sieben Tore gelangen.
Anschließend schloss er sich dem am 8. Dezember 1942 gegründeten Luftwaffen-Sportverein Hamburg an, der ohne Qualifikation zur Saison 1943/44 in die Gauliga Hamburg aufgenommen wurde. Nach 18 absolvierten Punktspielen in der aus zehn Mannschaften bestehenden Spielklasse, ging seine Mannschaft ungeschlagen als Gaumeister hervor. Die Militärelf die aus so genannten „Flugabwehrkämpfern“ bestand, konnte im Gegensatz zur Konkurrenz, während der zwei Jahre ihres Bestehens in fast unveränderter Formation durchspielen, weshalb sie bei den alten Vereinen unbeliebt war. Das erklärt auch, warum die Mannschaft bei ihrer ersten Teilnahme an der Endrunde um die Deutsche Meisterschaft bis ins Finale vordrang. Gornick bestritt alle Endrundenspiele, das Wiederholungsspiel der Achtelfinalbegegnung mit der SpVgg 05 Wilhelmshaven mit eingeschlossen, und erzielte vier Tore. Das am 18. Juni 1944 im Berliner Olympiastadion vor 70.000 Zuschauern gegen den Dresdner SC wurde jedoch mit 0:4 verloren, wie auch das Finale um den Tschammerpokal am 31. Oktober 1943 in Stuttgart mit 2:3 nach Verlängerung gegen den First Vienna FC, in dem er ebenso mitwirkte wie im Halbfinale, das gegen den Dresdner SC mit 2:1 gewonnen wurde.
Da der LSV Hamburg nach nur drei Spieltagen der Saison 1944/45 kriegsbedingt vom Spielbetrieb abgemeldet wurde, schloss sich Gornick dem Hamburger SV an, mit dem er schließlich die Gaumeisterschaft erneut gewann.
Nach dem Ende des Zweiten Weltkriegs setzte Gornick das vereinsbezogene Fußballspielen bei Werder Bremen – allerdings unter dem Namen SV Grün-Weiß 1899 – fort, ehe er zur Saison 1946/47 zum 1. FC Schweinfurt 05 in die bereits ein Jahr zuvor bestehende Oberliga Süd wechselte und diese mit der Mannschaft als Neuntplatzierter abschloss.
Seine aktive Fußballerkarriere ließ er in der Saison 1947/48 beim Dinslakener Stadtteilverein VfB Lohberg in der drittklassigen Bezirksklasse Niederrhein ausklingen.

## Erfolge
- Gaumeister Hamburg 1944, 1945
- Gaumeister Niedersachsen 1942
- Finalist Deutsche Meisterschaft 1944
- Tschammerpokal-Finalist 1943